# Netro
Netro (en italien et en piémontais) est une commune italienne d'environ 1 000 habitants, située dans la province de Biella, dans la région Piémont, dans le nord-ouest de l'Italie.

## Géographie
Netro est situé à 606 mètres d'altitude, à 12 km de Biella, la capitale de la province, dans une région de collines entre l'Elvo et la Doire Baltée.

## Histoire
Le nom « Netro » dérive du nom celtique « Neostro » - dernière place de la défense. Les Celtes ont trouvé ici refuge pendant le combat final contre les Romains. Les premiers documents attestant l'existence de Netro ne remontent qu'au XIIe siècle, lorsque l'évêque de Verceil a inféodé le village à la famille Recagno jusqu'au XIIIe siècle.

## Économie
L'économie principale est l'agriculture, en plus de l'usinage des ustensiles en fer. Dans les anciens ateliers Rubino, est possible visiter un musée consacré à la fabrication du fer. Toujours actif un moulin à eau pour moudre la farine.
Depuis quelque temps Netro est devenu un lieu de vacances d'été pour les familles (principalement dans la région de Turin ou de Milan, mais aussi de la région Rhône-Alpes), grâce à la fraîcheur du climat, surtout pendant les nuits d'été.

## Monuments et patrimoine
- Église romane du XIe siècle

## Fêtes, foires
- Fête de la bière à la mi-juillet

## Administration
| Période                                  | Période  | Identité        | Étiquette | Qualité |
| ---------------------------------------- | -------- | --------------- | --------- | ------- |
| depuis le 14/06/2004                     | En cours | Agostino Bonino | DS        |         |
| Les données manquantes sont à compléter. |          |                 |           |         |

## Évolution Démographique

### Hameaux
Castellazzo, Colla di Netro

### Communes limitrophes
Donato, Graglia, Mongrando